# Los habitantes de la casa deshabitada
Los habitantes de la casa deshabitada és una pel·lícula de comèdia de terror espanyola dirigida per Gonzalo Delgrás amb un guió escrit pel mateix Delgrás basat en una obra de teatre d'Enrique Jardiel Poncela. Fou estrenada al Cine Alcázar de Barcelona el 16 de desembre de 1946.

## Sinopsi
Raimundo i el seu xofer pateixen una avaria en el cotxe mentre viatgen de nit en un indret apartat. Veuen un sinistre casalot i tracten de demanar-hi ajuda. Tot i que els habitants de la casa semblen fantasmes, hi ha força estafadors als voltants i sembla que els personatges no són pas sobrenaturals.

## Repartiment
- Fernando Fernán Gómez - Gregorio
- María Dolores Pradera - Sybila
- Jorge Greiner - Raimundo
- María Isbert -Hija de su padre
- Carmen Ortega - Susana
- Irene Barroso - Leonora
- Francisco Linares-Rivas - Luciano
- Manuel de Melero - Fiorli